# Coppa del Mondo maschile di pallavolo 2003
La decima edizione della Coppa del Mondo di pallavolo maschile si è svolta in Giappone dal 16 al 30 novembre 2003. Le prime tre squadre classificate (Brasile, Italia e Serbia-Montenegro) si sono qualificate per i Giochi di Atene 2004.

## Nazioni partecipanti
Campioni continentali:  Italia,  Stati Uniti,  Brasile,  Corea del Sud,  Tunisia.
Vice campioni continentali:  Francia,  Canada,  Venezuela,  Cina.
Wild card:  Serbia e Montenegro,  Egitto.
Nazione ospitante:  Giappone.

## Programma delle Gare

### 1º Round
16 - 18 novembre 2003

### 2º Round
20 - 21 novembre 2003

### 3º Round
23 - 25 novembre 2003

### 4º Round
28 - 30 novembre 2003

### Classifica
Le prime tre si sono qualificate per il torneo olimpico di Atene 2004
| Rk  | Nazione             | Punti | Vinte | Perse | SV | SP | Ratio | PF  | PS   | Ratio |
| --- | ------------------- | ----- | ----- | ----- | -- | -- | ----- | --- | ---- | ----- |
|     | Brasile             | 22    | 11    | 0     | 33 | 4  | 8.250 | 916 | 720  | 1.272 |
|     | Italia              | 20    | 9     | 2     | 29 | 8  | 3.625 | 910 | 762  | 1.194 |
|     | Serbia e Montenegro | 20    | 9     | 2     | 29 | 10 | 2.900 | 951 | 842  | 1.129 |
| 4.  | Stati Uniti         | 19    | 8     | 3     | 24 | 13 | 1.846 | 883 | 794  | 1.112 |
| 5.  | Francia             | 18    | 7     | 4     | 24 | 16 | 1.500 | 950 | 868  | 1.094 |
| 6.  | Corea del Sud       | 16    | 5     | 6     | 20 | 20 | 1.000 | 909 | 915  | 0.993 |
| 7.  | Canada              | 16    | 5     | 6     | 18 | 23 | 0.783 | 883 | 954  | 0.926 |
| 8.  | Venezuela           | 15    | 4     | 7     | 14 | 23 | 0.609 | 832 | 893  | 0.932 |
| 9.  | Giappone            | 14    | 3     | 8     | 14 | 27 | 0.519 | 879 | 948  | 0.927 |
| 10. | Cina                | 13    | 2     | 9     | 13 | 28 | 0.464 | 898 | 1012 | 0.887 |
| 11. | Tunisia             | 13    | 2     | 9     | 9  | 30 | 0.300 | 803 | 932  | 0.862 |
| 12. | Egitto              | 12    | 1     | 10    | 7  | 32 | 0.219 | 787 | 961  | 0.819 |

## Podio

### Campione
Brasile
(Primo titolo)
 
Formazione: 3 Gávio, 4 Heller, 6 Lima, 7 de Godoy, 9 Nascimento, 10 dos Santos, 11 Rodrigues, 12 Bitencourt, 13 Endres, 14 Santana, 17 Garcia, 18 do Amaral, CT: de Rezende

### Secondo posto
Formazione: 1 Mastrangelo, 2 Meoni, 5 Vermiglio, 6 Papi, 7 Sartoretti, 8 Cisolla, 10 Tencati, 12 Pippi, 13 Giani, 16 Biribanti, 17 Cozzi, 18 Černič, CT: Gian Paolo Montali

### Terzo posto
Formazione: 3 Marić, 4 Janić, 6 Boškan, 8 Mijic, 9 N.Grbić, 10 V.Grbić, 11 Bjelica, 12 Gerić, 13 Vujević, 14 Miljković, 15 Ilic, 18 Vusurovic, CT: Travica

## Premi individuali
- MVP: Takahiro Yamamoto
- Miglior realizzatore: Takahiro Yamamoto  - 227 punti
- Miglior schiacciatore: Giovane Gávio  - 59,56% di attacchi vincenti
- Miglior muro: Andrija Gerić  - 41 muri
- Miglior servizio: Andrea Sartoretti  - 21 aces
- Miglior palleggiatore: Nikola Grbić
- Miglior libero: Sérgio dos Santos
- Premio speciale al giocatore più spettacolare: Daisuke Usami